# 恆等函數
恆等函數（英語：Identity function）是数学中对于傳回和其輸入值相同的函數的称呼。換句話說，恆等函數為函數{\displaystyle f(x)~=~x}。

## 定義
設M為一集合，於M上的恆等函數f被定義於一具有定義域和陪域M的函數，其對任一M內的元素x，會有{\displaystyle f(x)=x}的關係。
於M上的恆等函數f通常標記為{\displaystyle \operatorname {Id} _{m}}或{\displaystyle {1}_{m}}。

## 代數性質
設f : M → N為任一函數，則會有f o idM = f = idN o f（其中"o"為函數複合）。特別地是，idM會是所有由M至M的函數所組成之幺半群的單位元。
因為幺半群的單位元是唯一的，也可以反過來把M上的恆等函數定義為這個幺半群的單位元。此一定義廣義化成了於範疇論中恆等態射的概念，其中M的自同態並不必然是函數。

## 例子
- 於正整數上的恆等函數為一數論中的完全積性函數。
- 在任意一个 n 維向量空間內，恆等函數表示成單位矩陣In，不論其基為何。
- 在任意一个度量空間，恆等函數很當然地為等距同構。一無任何對稱的物件會有一對稱群，即只包含這個恆等函數的平凡群C1。